# Мати Божа Кібехська

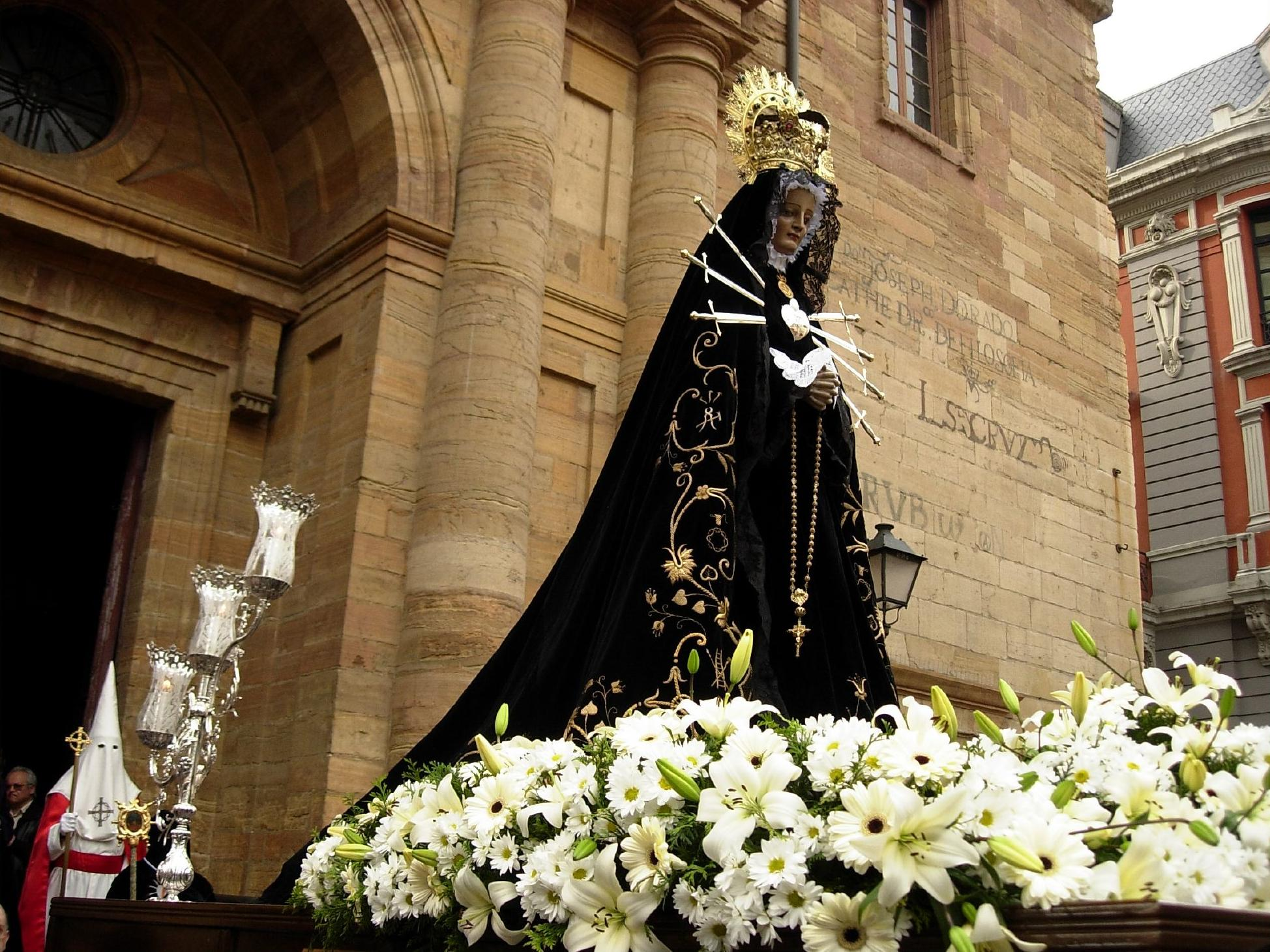
Мати Божа Скорботна

Мати Божа Кібехська (англ. Our Lady of Kibeho) — це ім'я, яке було дане об'явленням Діви Марії кільком підліткам, у 1980-х роках в Кібехо (англ. Kibeho), південно-західна Руанда. Об'явлення передавали школярам різні послання, включаючи апокаліптичне видіння Руанди, що занурюється в насильство та ненависть, можливо, віщуючи геноцид у Руанді 1994 року.
У 2001 році місцевий єпископ католицької церкви офіційно визнав видіння трьох підлітків справжніми.

## Об'явлення
Кібехо — невелике село, розташоване на південному заході Руанди. Об'явлення розпочалися 28 листопада 1981 року, в час посилення напруженості між групами Тутсі та Хуту. Вони відбулися в коледжі Кібехо, середній школі для дівчат, і включали апокаліптичне видіння Руанди, що занурюється в насильство та ненависть і як багато хто вважає передвіщали геноцид Руанди 1994 року.
Протягом 1980-х років Діва Марія з'явилася перед трьома молодими жінками, ідентифікуючи себе як Nyina wa Jambo (з Руандійської — «Мати Слова», анг. Mother of the Word), що було синонімом Umubyeyi W'Imana («Мати Божа»). Підлітки-провидці повідомили, що Діва попросила всіх молитися, щоб запобігти жахливій війні. У візії від 19 серпня 1982 року всі вони повідомляли, що бачили насильство, розчленовані трупи та знищення.
Найдовша серія видінь була приписана Альфонсіні Мумуреке (Alphonsine Mumureke), яка отримала початкове видіння незабаром після вступу в середню школу Кібехо в жовтні 1981 року після її початкової освіти, а останнє — 28 листопада 1989 року. Наступною хто мала видіння була Анаталія Мукамазімпака (Anathalie Mukamazimpaka) ці видіння тривали з січня 1982 року по 3 грудня 1983 року. Вони підкреслювали постійну молитву та покуту, і Діва Марія навіть доручала Мукамазімпаці виконувати покаяння через умертвлення плоті. Марі Клер Муканганго (Marie Claire Mukangango), яка спочатку знущалася з Мумуреке в школі через її видіння сама пережила об'явлення, які тривали з 2 березня по 15 вересня 1982 року. Богородиця сказала Муканганго, що люди повинні молитися Розарій Семи Скорбот, щоб отримати ласку покаяння.
Під час свого візиту до Руанди 1990 р. Папа Іван Павло II закликав вірних звертатися до Богородиці як до «простого і впевненого керівництва» та молитися за подолання місцевих конфліктів, як політичних так і етнічних

### Зв'язок з геноцидом
За 100 днів, що відбулися після вбивства диктатора і президента Руанди Жувеналя Габ'ярімана, 6 квітня 1994 року їхні земляки, а в деяких випадках і їхні сусіди, вбили від 800 000 до понад мільйона руанців. Геноцид став кульмінацією посилення ворожнечі між двома етнічними групами — Хуту і Тутсі — та громадянською війною, що передувала цьому. Сам Кібехо був місцем двох величезних масових вбивств: перший у парафіяльній церкві у квітні 1994 року, а другий через рік, де понад 5000 біженців, які знайшли там притулок були розстріляні солдатами. Марі Клер Муканганго та її чоловік були серед загиблих під час різанини в квітні 1995 року

### Підтвердженні об'явлення
Лише видіння перших трьох візіонерів (Альфонсіна Мумуреке, Наталі Мукамазімпака та Марі Клер Муканганго, вік 17, 20 та 21 року відповідно) отримали урочисте схвалення Августина Місаго, єпископа Гіконгоро.

### Непідтвердженні об'явлення
Інші, хто стверджував, що мають подібні видіння, — це Стефанія Мукамуренці, Агнеса Камагаджу, Вестін Саліма та Еммануель Сегасташя, останній з них раніше був язичником і став християнським євангелістом. Видіння Сегасташія включали зустріч із Христом на бобовому полі.

## Тлумачення
Об'явлення можна розцінювати як попередження про жахливий Геноцид в Руанді, і особливо другої розправи в Кібехо в 1995 році. Школа, де відбулися об'явлення, стала місцем вбивств під час Геноциду, оскільки терористи Хуту розстріляли та побили десятки дітей. Візіонери або втекли від насильства, або були серед жертв геноциду.

## Підтвердження
Августин Місаго (англ.Augustin Misago), єпископ Гіконгоро, 15 серпня 1988 р. (Урочистість Успіння Діви Марії) публічно затвердив істинність об'явлень, і заявив про їхню автентичність 29 червня 2001 р. Він був звинувачений у 1999 р. у причетності до геноциду Руанди та виправданий 24 червня наступного року.
День свята Богоматері Кібехо — 28 листопада, річниця первишого об'явлення Альфонсіні Мумуреке в 1981 році.

## Святиня
Марійний санктуарій в Кібехо було названо «Мати Божої Скорботної» («Our Lady of Sorrows») у 1992 році. Перший камінь був закладений 28 листопада 1992 р. У договорі 2003 р. Між місцевим рядовим та Товариством Католицького Апостольства (Паллотини) ректорат храму Мати Божої Кібехо покладено на отців-паллотинів. Настоятель призначається місцевим єпископом та регіональним ректором Паллоттинів.

## Зв'язок з культурою
Американський драматург Каторі Холл (Katori Hall) драматизувала події навколо об'явлення Богоматері Кібехо, це було знято у Нью-Йорку в 2014 році.